# 山地拉拉藤
山地拉拉藤（学名：Galium takasagomontanum）为茜草科拉拉藤属下的一个种。

## 扩展阅读
- 維基物種上的相關：山地拉拉藤